# Arthur B. Pardee
Arthur Beck Pardee (* 13. Juli 1921 in Chicago, Illinois; † 24. Februar 2019) war ein US-amerikanischer Pharmakologe und  Biochemiker, der 1975 den renommierten Rosenstiel Award erhielt.

## Biografie
Nach dem Schulbesuch begann Pardee 1942 ein Studium an der University of California, Berkeley und war dort nach Beendigung bis 1961 als Forscher tätig. Daneben war er als Gastwissenschaftler am California Institute of Technology 1943 sowie von 1947 bis 1949 an der University of Wisconsin–Madison tätig, ehe er von 1957 bis 1958 auch als Gastforscher am Institut Pasteur in Paris arbeitete.
1961 nahm er einen Ruf als Professor für Biochemie an der Princeton University an und war zuletzt von 1975 bis zu seiner Emeritierung 1997 Professor für Pharmakologie an der Harvard Medical School.
Er heiratete 1973 die Genetikerin Ruth Sager.
Nach frühen Forschungen auf den Gebieten Redoxreaktion, Tumor-Metabolom und Antikörper-Reaktionen, beschäftigte er sich damit wie Zellen ihre Translation kontrollieren. Er entdeckte auch Rückkopplungskontrollen bei der Synthese von Aminosäuren. Darüber hinaus führten seine Studien der Desoxyribonukleinsäure (DNA) zur Untersuchung einer Reihe von spezifischen Inhibitoren, die biochemische Prozesse regulieren. Zuletzt untersuchte er ab Beginn der 1980er Jahre die Wirkungen von Peptid einschließlich der insulinähnlichen Wachstumsfaktoren sowie 1984 das Ubiquitin-System.
Für seine Leistungen wurde ihm 1960 der Pfizer Award in Enzyme Chemistry und 1975 zusammen mit H. Edwin Umbarger der Rosenstiel Award der Brandeis University verliehen. 1963 wurde er in die American Academy of Arts and Sciences gewählt, 1968 in die National Academy of Sciences und 2001 in die American Philosophical Society. 1984 bis 1985 war er Präsident der American Association for Cancer Research.